# Jacob Munch Heiberg

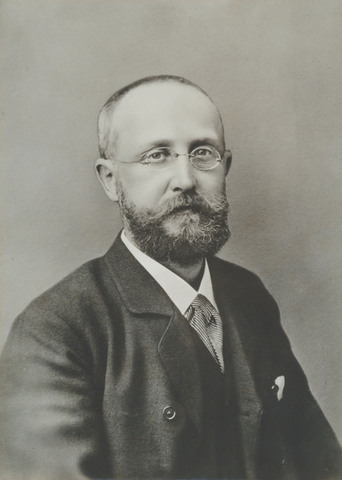
Jacob Munch Heiberg.

Jacob Munch Heiberg, född 12 juni 1843 i Kristiania (nuvarande Oslo), död där 30 april 1888, var en norsk anatom. Han var son till Johan Fritzner Heiberg.
Heiberg blev candidatus medicinæ 1867, deltog på tysk sida i fransk-tyska kriget 1870–1871, var därefter assistent vid de kirurgiska klinikerna i Rostock och Königsberg, och inrättade 1873 ögonklinik i Kristiania. Han tog doktorsgraden 1875 på avhandlingen Bidrag til Læren om Saar och blev 1878 professor i anatomi, histologi och embryologi, men tvingades 1887 avgå på grund av sjukdom. 
Heiberg utgav Methodik der ophthalmologischischen Undersuchung (1875); det till flera språk översatta Atlas der Hautnervengebiete (1884) och de prisbelönta arbetena Über die Drehungen der Hand (1884) och Über die Drehung des Vorderarms (1883), Muskellæren og Ledlæren (1884–1886) i de av honom utgivna "Biologiske Meddelelser".